# Мацубуси
Мацубуси (яп. 松伏町 Мацубуси-мати) — посёлок в Японии, находящийся в уезде Китакуцусика префектуры Сайтама. Площадь посёлка составляет 16,22 км², население — 30 286 человек (1 августа 2014), плотность населения — 1867,20 чел./км².

## Географическое положение
Посёлок расположен на острове Хонсю в префектуре Сайтама региона Канто. С ним граничат города Касукабе, Косигая, Йосикава, Нода.

## Население
Население посёлка составляет 30 286 человек (1 августа 2014), а плотность — 1867,20 чел./км². Изменение численности населения с 1980 по 2005 годы:
| 1980 | 18 462 чел. |  |
| 1985 | 20 340 чел. |  |
| 1990 | 24 194 чел. |  |
| 1995 | 27 775 чел. |  |
| 2000 | 29 021 чел. |  |
| 2005 | 30 857 чел. |  |

## Символика
Деревом посёлка считается сосна, цветком — хризантема.